# Provincia de Erzincan
Erzincan es una de las 81 provincias en que está dividida Turquía, administrada por un gobernador designado por el Gobierno central. El nombre de la provincia, que forma parte de la región Este de Anatolia, procede de la ciudad de Erzincan, una ciudad que fue destruida y reconstruida tras un terrible terremoto a principios de la década de 1930.
- Superficie: 11,974 km²
- Población (2013): 219,996
- Densidad de población: 26,46 hab./km²
- Capital:	Erzincan 
  - Población (2000): 107.175

- Distritos (ilçeler): Erzincan ciudad, Çayırlı, İliç, Kemah, Kemaliye, Otlukbeli, Refahiye, Tercan, Üzüml

## Clima
Erzincan tiene un clima continental con heladas y nevadas en invierno y veranos calurosos y secos.  La temperaruta más baja fue. −32.5 °C (−26.5 °F) en enero de 1950. La temperatura más alta registrada fue 40.6 °C (105.1 °F) en julio de 2000. El récord de espesor de nevada fue 74 cm (29.1 inches) en febrero de 1950.
| hideClimate data for Erzincan (Averages 1960–2012) (Extremes 1929–2016) | hideClimate data for Erzincan (Averages 1960–2012) (Extremes 1929–2016) | hideClimate data for Erzincan (Averages 1960–2012) (Extremes 1929–2016) | hideClimate data for Erzincan (Averages 1960–2012) (Extremes 1929–2016) | hideClimate data for Erzincan (Averages 1960–2012) (Extremes 1929–2016) | hideClimate data for Erzincan (Averages 1960–2012) (Extremes 1929–2016) | hideClimate data for Erzincan (Averages 1960–2012) (Extremes 1929–2016) | hideClimate data for Erzincan (Averages 1960–2012) (Extremes 1929–2016) | hideClimate data for Erzincan (Averages 1960–2012) (Extremes 1929–2016) | hideClimate data for Erzincan (Averages 1960–2012) (Extremes 1929–2016) | hideClimate data for Erzincan (Averages 1960–2012) (Extremes 1929–2016) | hideClimate data for Erzincan (Averages 1960–2012) (Extremes 1929–2016) | hideClimate data for Erzincan (Averages 1960–2012) (Extremes 1929–2016) | hideClimate data for Erzincan (Averages 1960–2012) (Extremes 1929–2016) |
| Month                                                                   | Jan                                                                     | Feb                                                                     | Mar                                                                     | Apr                                                                     | May                                                                     | Jun                                                                     | Jul                                                                     | Aug                                                                     | Sep                                                                     | Oct                                                                     | Nov                                                                     | Dec                                                                     | Year                                                                    |
| ----------------------------------------------------------------------- | ----------------------------------------------------------------------- | ----------------------------------------------------------------------- | ----------------------------------------------------------------------- | ----------------------------------------------------------------------- | ----------------------------------------------------------------------- | ----------------------------------------------------------------------- | ----------------------------------------------------------------------- | ----------------------------------------------------------------------- | ----------------------------------------------------------------------- | ----------------------------------------------------------------------- | ----------------------------------------------------------------------- | ----------------------------------------------------------------------- | ----------------------------------------------------------------------- |
| Record high °C (°F)                                                     | 14.0 (57.2)                                                             | 17.2 (63.0)                                                             | 25.2 (77.4)                                                             | 30.4 (86.7)                                                             | 33.8 (92.8)                                                             | 35.6 (96.1)                                                             | 40.6 (105.1)                                                            | 40.5 (104.9)                                                            | 36.6 (97.9)                                                             | 31.4 (88.5)                                                             | 24.9 (76.8)                                                             | 23.2 (73.8)                                                             | 40.6 (105.1)                                                            |
| Average high °C (°F)                                                    | 1.7 (35.1)                                                              | 3.7 (38.7)                                                              | 9.9 (49.8)                                                              | 16.7 (62.1)                                                             | 22.1 (71.8)                                                             | 26.9 (80.4)                                                             | 31.4 (88.5)                                                             | 31.7 (89.1)                                                             | 27.3 (81.1)                                                             | 20.0 (68.0)                                                             | 11.5 (52.7)                                                             | 4.6 (40.3)                                                              | 17.3 (63.1)                                                             |
| Daily mean °C (°F)                                                      | −2.9 (26.8)                                                             | −1.2 (29.8)                                                             | 4.4 (39.9)                                                              | 10.7 (51.3)                                                             | 15.6 (60.1)                                                             | 20.0 (68.0)                                                             | 24.0 (75.2)                                                             | 23.7 (74.7)                                                             | 18.9 (66.0)                                                             | 12.1 (53.8)                                                             | 5.2 (41.4)                                                              | 0.1 (32.2)                                                              | 10.9 (51.6)                                                             |
| Average low °C (°F)                                                     | −6.9 (19.6)                                                             | −5.5 (22.1)                                                             | −0.5 (31.1)                                                             | 5.0 (41.0)                                                              | 8.8 (47.8)                                                              | 12.3 (54.1)                                                             | 15.6 (60.1)                                                             | 15.2 (59.4)                                                             | 10.7 (51.3)                                                             | 5.9 (42.6)                                                              | 0.6 (33.1)                                                              | −3.5 (25.7)                                                             | 4.8 (40.7)                                                              |
| Record low °C (°F)                                                      | −32.5 (−26.5)                                                           | −32.4 (−26.3)                                                           | −22.4 (−8.3)                                                            | −11.1 (12.0)                                                            | −4.2 (24.4)                                                             | 2.0 (35.6)                                                              | 4.8 (40.6)                                                              | 5.9 (42.6)                                                              | 0.3 (32.5)                                                              | −6.8 (19.8)                                                             | −17.4 (0.7)                                                             | −25.9 (−14.6)                                                           | −32.5 (−26.5)                                                           |
| Average precipitation mm (inches)                                       | 28.1 (1.11)                                                             | 30.3 (1.19)                                                             | 41.2 (1.62)                                                             | 53.8 (2.12)                                                             | 54.5 (2.15)                                                             | 30.2 (1.19)                                                             | 11.4 (0.45)                                                             | 6.8 (0.27)                                                              | 14.3 (0.56)                                                             | 43.4 (1.71)                                                             | 39.3 (1.55)                                                             | 28.8 (1.13)                                                             | 382.1 (15.05)                                                           |
| Average precipitation days                                              | 9.6                                                                     | 9.3                                                                     | 11.6                                                                    | 14.1                                                                    | 14.5                                                                    | 9.2                                                                     | 3.3                                                                     | 2.6                                                                     | 4.3                                                                     | 8.8                                                                     | 8.8                                                                     | 10.1                                                                    | 106.2                                                                   |
| Mean monthly sunshine hours                                             | 89.9                                                                    | 106.4                                                                   | 158.1                                                                   | 171                                                                     | 226.3                                                                   | 288                                                                     | 328.6                                                                   | 310                                                                     | 261                                                                     | 192.2                                                                   | 126                                                                     | 74.4                                                                    | 2,331.9                                                                 |
| Source: Devlet Meteoroloji İşleri Genel Müdürlüğü                       |                                                                         |                                                                         |                                                                         |                                                                         |                                                                         |                                                                         |                                                                         |                                                                         |                                                                         |                                                                         |                                                                         |                                                                         |                                                                         |